# Хрисанф
Хриса́нф (др.-греч. Χρῡσανθής — «златоцветный» от др.-греч. χρῡσός — «золото» + др.-греч. ἄνθος — «цветок», Хриса́нфий, Хриса́н, Кирса́н) — мужское имя греческого происхождения.

## Носители
- Хрисанф и Дарья Римские (III век) — христианские святые, почитаемые как мученики.
- Хрисанф (архиепископ Афинский) (1881—1949) — греческий священник.
- Хрисанф — псевдоним поэта и художника Льва Зака (1892—1980).
- Хрисанф (1937—2011) — митрополит Вятский и Слободской.
- Хрисанфий (IV век) — античный философ-неоплатоник
- Хрисанф (Клементьев) (1862—1931) — епископ Русской православной церкви, епископ Соликамский, викарий Пермской епархии.

## Именины
Именины отмечаются 4 января (17 января), 19 марта (1 апреля), 20 августа (2 сентября), 25 октября (7 ноября).